# Aeroportul Grand Central
Aeroportul Grand Central (IATA: GCJ, ICAO: FAGC) este un aeroport din Midrand, City of Johannesburg Metropolitan Municipality⁠(d), Provincia Gauteng, Africa de Sud ce deservește zona Johannesburg. A fost deschis în 1937.
Situat la o altitudine de 1.624 m, aeroportul dispune de o singură pistă.